# Деалюмінування
Деалюмінування (рос. деалюминирование, англ. dealuminization, нім. die Entaluminization) ― збільшення відношення SiO2: Al2O3 у каркасних алюмосилікатах внаслідок втрати алюмінію при обробці кислотами. 
Визначається заміщенням тетраедрів [AlO4]3- на [H4O4]4-. 
Особливо характерне для цеолітів.
Використовують три методи деалюмінування: 
- прожарювання з парою цеоліту NH4-Y,
- хімічна екстракція алюмінію,
- хімічне заміщення алюмінію.